# Nft шахрайство
Nft шахрайство — це особливий вид шахрайства в криптовалюті[відсутнє в джерелі], який є доволі молодим, на відміну від більшості схем які використовують шахраї. Це схема, що використовує лише[джерело не вказане 537 днів] неосвідченність та необачність користувача щоб заволодіти гаманцем чи вкрасти Невзаємозамінний токен через смарт-контракт.

## Перший задокументований випадок шахрайства
Один з найвідоміших і ранніх скандалів, пов'язаних з NFT, стався в 2017 році і відомий як «Curio Cards Scam». Curio Cards були серією NFT-карток, які були випущені на блокчейні Ethereum. Їхнім розробником була компанія Curio, яка пропонувала випуск обмеженої кількості карточок із різними рівнями рідкості.
Зовнішньо, Curio Cards виглядали як цікавий проект і багато людей були зацікавлені в придбанні цих NFT. Однак, пізніше виявилося, що розробники проекту мали надмірно підвищувати ціни на карточки, створюючи штучний попит і використовуючи ботів для покупки своїх власних карток. Це призвело до штучного збільшення цін і обману для решти спільноти[джерело не вказане 537 днів].

### Найголосніший скандал
Один з найбільш відомих скандалів[джерело не вказане 537 днів] в NFT-індустрії до вересня 2021 року відбувся в березні 2021 року і стосувався проекту Beeple і його аукціону віртуального мистецтва на платформі Christie's.

The FIRST 5000 DAYS

Beeple, справжнє ім'я Майкл Вінкельманн, створив цифровий колаж під назвою «Everydays: The First 5000 Days», який представляв собою зібрання 5 000 днів його щоденних цифрових творів. Він вирішив продати цей колаж на аукціоні Christie's у форматі NFT.
Аукціон відбувся в березні 2021 року і завершився рекордною ціною в $69,3 млн. Купівником став криптоінвестор Вікторіян Граймз, відомий під псевдонімом MetaKovan. Однак, після того, як транзакція була завершена, з'явилися твердження, що сам МетаКоувен є співвласником платформи NFT, на якій відбувся аукціон, що може представляти конфлікт інтересів[джерело не вказане 537 днів].